# Llista de topònims de Gratallops
Llista de topònims (noms propis de lloc) del municipi de Gratallops, al Priorat
Informació actualitzada per un bot. Els canvis manuals es perdran quan s'actualitzi!

## casa
| imatge | Nom         | Ubicat a   | instància de | Detalls                          | coordenades                                                                           | Protecció                                  | Commons (més fotos)      | Dades a WD                    |
| ------ | ----------- | ---------- | ------------ | -------------------------------- | ------------------------------------------------------------------------------------- | ------------------------------------------ | ------------------------ | ----------------------------- |
|        | Ca l'Andreu | Gratallops | casa         | Estil: arquitectura popular      | 41° 11′ 36″ N, 0° 46′ 34″ E / 41.193371°N,0.776202°E                                  | bé integrant del patrimoni cultural català | Ca l'Andreu (Gratallops) | Modifica les dades a Wikidata |
|        | Cal Pinyol  | Gratallops | casa         | Estil: arquitectura eclèctica    | 41° 11′ 36″ N, 0° 46′ 41″ E / 41.193255°N,0.778132°E                                  | bé cultural d'interès local                |                          | Modifica les dades a Wikidata |
|        | Cal Portal  | Gratallops | casa         | Estil: arquitectura popular      | 41° 11′ 37″ N, 0° 46′ 43″ E / 41.1937°N,0.778522°E                                    | bé cultural d'interès local                |                          | Modifica les dades a Wikidata |
|        | cal Ferrer  | Gratallops | casa         | Estil: arquitectura popular 1811 | 41° 11′ 36″ N, 0° 46′ 36″ E / 41.193429°N,0.776665°E ca:Pl. de l'Església, 8 322 msnm | bé integrant del patrimoni cultural català | Cal Ferrer (Gratallops)  | Modifica les dades a Wikidata |

## curs d'aigua
| imatge | Nom             | Ubicat a                        | instància de | Detalls                     | coordenades | Protecció | Commons (més fotos) | Dades a WD                    |
| ------ | --------------- | ------------------------------- | ------------ | --------------------------- | --- | --------- | ------------------- | ----------------------------- |
|        | riu de Montsant | Priorat                         | curs d'aigua | Desemboca: riu de Siurana   | 41° 19′ 19″ N, 0° 51′ 23″ E / 41.321866°N,0.856384°E 41° 10′ 15″ N, 0° 44′ 59″ E / 41.17089°N,0.749689°E                    |           | Riu de Montsant     | Modifica les dades a Wikidata |
|        | riu de Siurana  | Baix Camp Priorat Ribera d'Ebre | curs d'aigua | Desemboca: Ebre Llarg: 50km | 41° 16′ 37″ N, 0° 59′ 58″ E / 41.276988°N,0.999557°E 41° 07′ 54″ N, 0° 38′ 41″ E / 41.13170194444445°N,0.6447438888888889°E |           | Riu de Siurana      | Modifica les dades a Wikidata |

## edifici
| imatge | Nom                        | Ubicat a   | instància de | Detalls                                  | coordenades                                                                      | Protecció                   | Commons (més fotos)                     | Dades a WD                    |
| ------ | -------------------------- | ---------- | ------------ | ---------------------------------------- | -------------------------------------------------------------------------------- | --------------------------- | --------------------------------------- | ----------------------------- |
|        | Aixopluc dins un marge     | Gratallops | edifici      | Estil: arquitectura popular              | 41° 11′ 33″ N, 0° 46′ 14″ E / 41.192396°N,0.770523°E                             | bé cultural d'interès local |                                         | Modifica les dades a Wikidata |
|        | antiga Casa de la Cartoixa | Gratallops | edifici      | Estil: arquitectura barroca 17th century | 41° 11′ 36″ N, 0° 46′ 37″ E / 41.193225°N,0.777071°E ca:Carrer Major, 4 327 msnm | bé cultural d'interès local | Antiga Casa de la Cartoixa (Gratallops) | Modifica les dades a Wikidata |

## església
| imatge | Nom                                       | Ubicat a   | instància de    | Detalls                                                               | coordenades                                          | Protecció                                  | Commons (més fotos)                        | Dades a WD                    |
| ------ | ----------------------------------------- | ---------- | --------------- | --------------------------------------------------------------------- | ---------------------------------------------------- | ------------------------------------------ | ------------------------------------------ | ----------------------------- |
|        | Ermita de la Mare de Déu de la Consolació | Gratallops | església ermita | Estil: arquitectura romànica arquitectura gòtica arquitectura popular | 41° 12′ 28″ N, 0° 46′ 44″ E / 41.2077°N,0.778971°E   | bé cultural d'interès local                | Mare de Déu de la Consolació de Gratallops | Modifica les dades a Wikidata |
|        | Mare de Déu dels Dolors de Gratallops     | Gratallops | església        | Estil: arquitectura popular                                           | 41° 11′ 51″ N, 0° 46′ 48″ E / 41.197402°N,0.779989°E | bé integrant del patrimoni cultural català |                                            | Modifica les dades a Wikidata |
|        | Sant Llorenç de Gratallops                | Gratallops | església        | Estil: arquitectura barroca                                           | 41° 11′ 35″ N, 0° 46′ 36″ E / 41.1931°N,0.776785°E   | bé cultural d'interès local                | Sant Llorenç de Gratallops                 | Modifica les dades a Wikidata |

## font
| imatge | Nom                 | Ubicat a   | instància de | Detalls                     | coordenades                                                            | Protecció                                  | Commons (més fotos) | Dades a WD                    |
| ------ | ------------------- | ---------- | ------------ | --------------------------- | ---------------------------------------------------------------------- | ------------------------------------------ | ------------------- | ----------------------------- |
|        | Font Nova           | Gratallops | font         | Estil: arquitectura popular | 41° 11′ 17″ N, 0° 46′ 22″ E / 41.188085°N,0.77278°E                    | bé cultural d'interès local                |                     | Modifica les dades a Wikidata |
|        | font Vella          | Gratallops | font         | Estil: arquitectura popular | 41° 11′ 28″ N, 0° 46′ 41″ E / 41.19111111111111°N,0.7780555555555555°E | bé integrant del patrimoni cultural català |                     | Modifica les dades a Wikidata |
|        | font dels Capellans | Gratallops | font         |                             | 41° 11′ 37″ N, 0° 46′ 01″ E / 41.1935736505831°N,0.76691154360526°E    |                                            |                     | Modifica les dades a Wikidata |

## masia
| imatge | Nom                  | Ubicat a   | instància de | Detalls | coordenades                                                          | Protecció | Commons (més fotos) | Dades a WD                    |
| ------ | -------------------- | ---------- | ------------ | ------- | -------------------------------------------------------------------- | --------- | ------------------- | ----------------------------- |
|        | Mas d'en Jover       | Gratallops | masia        |         | 41° 10′ 42″ N, 0° 45′ 06″ E / 41.178407178266°N,0.75157837279444°E   |           |                     | Modifica les dades a Wikidata |
|        | Mas d'en Porrera     | Gratallops | masia        |         | 41° 10′ 49″ N, 0° 47′ 29″ E / 41.1802938877714°N,0.791480564083125°E |           |                     | Modifica les dades a Wikidata |
|        | Mas d'en Serres      | Gratallops | masia        |         | 41° 12′ 46″ N, 0° 46′ 10″ E / 41.21266667°N,0.76938806°E             |           |                     | Modifica les dades a Wikidata |
|        | Mas de l'Hort Piquer | Gratallops | masia        |         | 41° 11′ 10″ N, 0° 47′ 02″ E / 41.1861°N,0.783859°E                   |           |                     | Modifica les dades a Wikidata |
|        | Mas del Jaumet       | Gratallops | masia        |         | 41° 11′ 17″ N, 0° 47′ 11″ E / 41.1880691963547°N,0.786438003330361°E |           |                     | Modifica les dades a Wikidata |
|        | Mas del Piquer       | Gratallops | masia        |         | 41° 10′ 19″ N, 0° 45′ 20″ E / 41.1719138528707°N,0.755441292749392°E |           |                     | Modifica les dades a Wikidata |
|        | Mas del Prunera      | Gratallops | masia        |         | 41° 12′ 19″ N, 0° 45′ 33″ E / 41.2053287485786°N,0.759081691875691°E |           |                     | Modifica les dades a Wikidata |
|        | Mas del Ros          | Gratallops | masia        |         | 41° 11′ 14″ N, 0° 47′ 13″ E / 41.187295712937°N,0.786964832294924°E  |           |                     | Modifica les dades a Wikidata |
|        | Mas del Vilella      | Gratallops | masia        |         | 41° 11′ 39″ N, 0° 46′ 07″ E / 41.1943°N,0.76852°E                    |           |                     | Modifica les dades a Wikidata |
|        | Xalet de la Francesa | Gratallops | masia        |         | 41° 12′ 19″ N, 0° 47′ 24″ E / 41.2053767289211°N,0.78998106044986°E  |           |                     | Modifica les dades a Wikidata |
|        | Xalets del Reinaldo  | Gratallops | masia        |         | 41° 12′ 00″ N, 0° 46′ 35″ E / 41.2000455841952°N,0.776470220256899°E |           |                     | Modifica les dades a Wikidata |

## Misc
| imatge | Nom                             | Ubicat a   | instància de                                   | Detalls                     | coordenades                                                                 | Protecció                                  | Commons (més fotos)                 | Dades a WD                    |
| ------ | ------------------------------- | ---------- | ---------------------------------------------- | --------------------------- | --------------------------------------------------------------------------- | ------------------------------------------ | ----------------------------------- | ----------------------------- |
|        | Coll de la Vaca                 | Gratallops | muntanya                                       |                             | 41° 12′ 10″ N, 0° 46′ 32″ E / 41.2029°N,0.775681°E 380.9 msnm               |                                            |                                     | Modifica les dades a Wikidata |
|        | Forn d'obra de Gratallops       | Gratallops | teuleria                                       | Estil: arquitectura popular | 41° 11′ 34″ N, 0° 46′ 58″ E / 41.192711°N,0.782842°E                        | bé cultural d'interès local                |                                     | Modifica les dades a Wikidata |
|        | Gratallops                      | Gratallops | entitat singular de població capital municipal | 232 hab                     | 41° 11′ 36″ N, 0° 46′ 37″ E / 41.193333333333°N,0.77694444444444°E 320 msnm |                                            |                                     | Modifica les dades a Wikidata |
|        | Molí de la Vila                 | Gratallops | molí d'aigua                                   | Estil: arquitectura popular | 41° 11′ 55″ N, 0° 47′ 27″ E / 41.1986894376171°N,0.790706984806768°E        | bé integrant del patrimoni cultural català |                                     | Modifica les dades a Wikidata |
|        | Perxe del carrer Major          | Gratallops | passatge                                       | Estil: arquitectura gòtica  | 41° 11′ 36″ N, 0° 46′ 40″ E / 41.193289°N,0.777803°E                        | bé cultural d'interès local                | Perxe del carrer Major (Gratallops) | Modifica les dades a Wikidata |
|        | Plafons ceràmics del Via Crucis | Gratallops | fornícula                                      | Estil: arquitectura popular | 41° 11′ 37″ N, 0° 46′ 42″ E / 41.193742°N,0.7783°E                          | bé cultural d'interès local                |                                     | Modifica les dades a Wikidata |
|        | Porta de l'antiga Casa Rectoral | Gratallops | porta                                          | Estil: arquitectura gòtica  | 41° 11′ 37″ N, 0° 46′ 37″ E / 41.193489°N,0.776979°E                        | bé integrant del patrimoni cultural català |                                     | Modifica les dades a Wikidata |
|        | casa consistorial de Gratallops | Gratallops | casa consistorial                              |                             | 41° 11′ 37″ N, 0° 46′ 41″ E / 41.1935811°N,0.778127°E                       |                                            |                                     | Modifica les dades a Wikidata |